# Самчинці (станція)
Самчинці — проміжна залізнична станція Жмеринській дирекції Південно-Західної залізниці на неелектрифікованій лінії Вінниця — Зятківці між станцією Кароліна (13 км) та зупинним пунктом Семенки (6 км). Розташована у селі Райгород Гайсинського району Вінницької області між центральною вулицею та річкою. Зі станції відкриваються краєвиди на річку Південний Буг.
Через річку, за 1,5 км, розташоване також село Мар'янівка, мешканці якої пересуваються на станцію через пішохідний міст.
Найближчі села:
- Слобідка (2 км)
- Мельниківці (4 км)
- Гута (4 км)
- Вища Кропивна (5 км).

## Історія
Станція відкрита 1900 року під час будівництва залізничної лінії  Вінниця — Зятківці. Назва станції походить від села Самчинці.

## Пасажирське сполучення
Пасажирський рух з 2013 по 2015 рік був відсутній. З 13 грудня 2015 року відновлено рух приміських поїздів.
З 5 жовтня 2021 року відновлено курсування  приміського поїзда Гайворон — Вінниця. В складі поїзда курсуть вагони безпересадкового сполучення Київ — Гайворон по днях тижня (купе і плацкарт). У київські вагони квитки треба придбати заздалегідь, на відміну від решти вагонів поїзда.
Для пасажирів, які дістаються до села Самчинці, краще виходити на сусідньому зупинному пункту — Нові Обиходи, що знаходиться саме в селі.